# Helmut Hey
Helmut Hey (* 1951) ist ein deutscher Politiker der SPD. Er war von 2002 bis 2014 Oberbürgermeister der Stadt Schwandorf.

## Politik
Hey wurde 2002 zum Oberbürgermeister gewählt und 2008 in diesem Amt bestätigt. Davor gehörte er 24 Jahre (1978 bis 2002) dem Stadtrat von Schwandorf an. Von 1984 bis 2014 war er außerdem Mitglied des Kreistages des Landkreises Schwandorf. Bis zur Wahl als Oberbürgermeister war Helmut Hey als Rechtsanwalt in Schwandorf tätig.

## Auszeichnungen
Während einer Feierstunde am 25. April 2014 wurde ihm der Titel Altoberbürgermeister und gleichzeitig das Ehrenbürgerrecht der Großen Kreisstadt Schwandorf verliehen.